# پیت کنراد

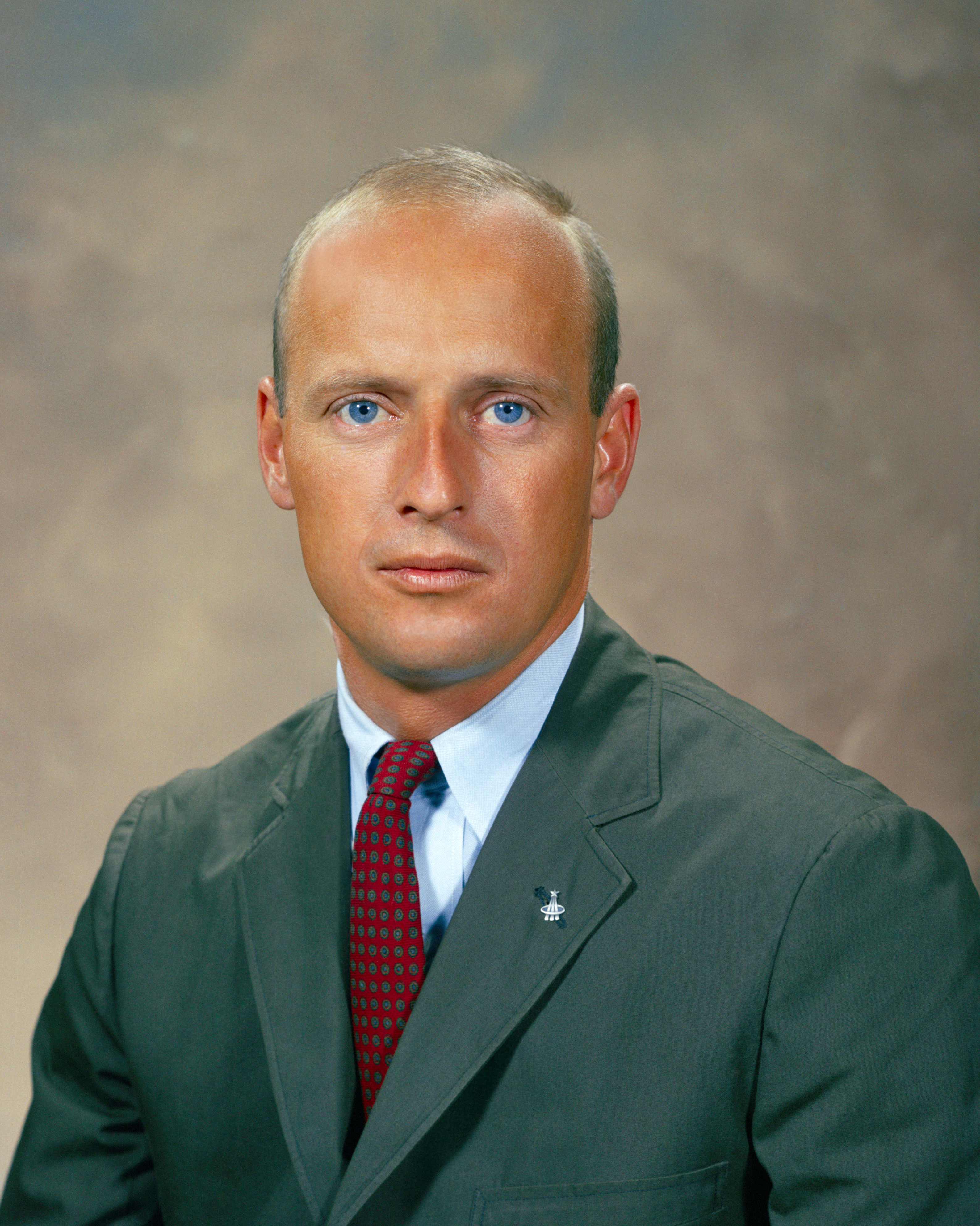
پیت کنراد در سال ۱۹۶۴

چارلی پیت کنراد جونیور (به انگلیسی: Charles "Pete" Conrad, Jr) زندگی در (۲ ژوئن ۱۹۳۰ - ۸ ژوئیه ۱۹۹۹) فضانورد ناسا و سومین انسانی است که طی مأموریت آپولو ۱۲ بر کره ماه گام نهاد.